# Skolioza
Skolioza (łac. scoliosis, z gr. σκολιός skoliós – krzywy) – skrzywienie kręgosłupa, zwane często „bocznym skrzywieniem kręgosłupa”. Wbrew tej nazwie, skolioza nie jest jedynie bocznym skrzywieniem, a trójpłaszczyznowym.
Skoliozą określa się zniekształcenie wynoszące ponad 10° w płaszczyźnie czołowej. Do określania stopnia zniekształcenia wykorzystuje się metodę Cobba.
Skolioza rozpatrywana jest jako trójpłaszczyznowe zniekształcenie kręgosłupa. Obejmuje ono:
- skrzywienie w płaszczyźnie czołowej (boczne skrzywienie kręgosłupa);
- skrzywienie w płaszczyźnie strzałkowej (lordo- lub kifo- skolioza);
- skrzywienie w płaszczyźnie poprzecznej (rotacja i torsja kręgów).

Pomimo wielu hipotez próbujących wyjaśnić przyczynę powstawania skoliozy strukturalnej, nadal 85% z nich stanowią skoliozy idiopatyczne (czyli o nieznanej przyczynie). Wiadomo jednak, że jej przyczyną nie jest zła postawa lub niewłaściwe nawyki jedzenia i siedzenia ani noszenie teczki lub plecaka w jednej ręce.

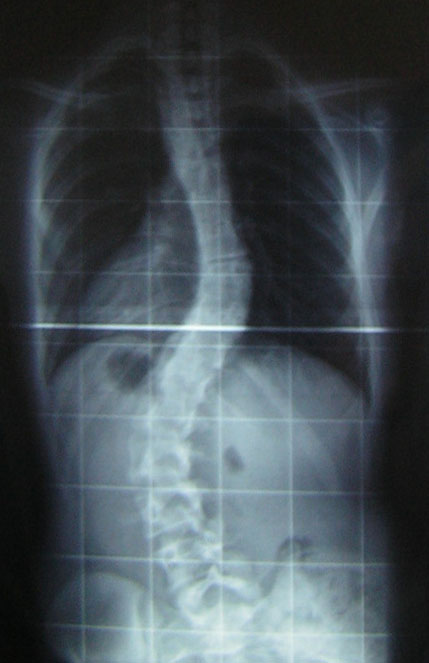
Skrzywienie o 30° w odcinku piersiowym i 53° w odcinku lędźwiowym

## Objawy

Skolioza 40⁰

Objawami skoliozy, które można zauważyć bez badania radiologicznego są:
- wygięcie kręgosłupa na bok; zwykle w części piersiowej i w prawo; najbardziej widoczne przy pochyleniu do przodu
- wystawanie barku do przodu i ku górze z jednej strony
- asymetria trójkątów taliowych
- czasami przemieszczenie jednego z bioder ku górze i do przodu
- trudności we właściwym dopasowaniu odzieży
- wystawanie do tyłu jednej strony klatki piersiowej (garb żebrowy); najbardziej widoczne przy pochyleniu do przodu
- wyboczenie tułowia
- wał lędźwiowy
- u dziewcząt cofnięcie jednej piersi i sprawianie wrażenia, że jest mniejsza.

Nie należy mylić skoliozy z wadą postawy (postawą skoliotyczną), którą można łatwo skorygować w pozycji wyprostowanej. Jeśli plecy dziecka nie są proste, mimo że stara się ono stać tak prosto, jak to możliwe, wtedy uznaje się, że ma skoliozę.

Metoda pomiaru kąta skoliozy

## Epidemiologia
Skrzywienie o kącie poniżej 5° według Cobba występuje u 42,8% populacji.

Skrzywienie o kącie 6° – 10° – u 17,6%

Skrzywienie o kącie 11° – 15° – u 6,3%

Skrzywienie o kącie 16° – 20° – u 3,4%

Skrzywienie o kącie 21° – 25° – u 1,8%
Przy kącie skrzywienia 6° – 10° schorzenie to dotyczy podobnego procentu dziewcząt i chłopców, ale w miarę wzrostu stopnia skrzywienia zwiększa się przewaga dziewcząt. Przy kącie 11° – 20° stosunek dziewcząt do chłopców wynosi 1,4:1, przy kącie 21° – 30° – 5,4:1, a powyżej 30° – 7,5:1. Skoliozy wczesnodziecięce oraz dziecięce w wieku 4–6 lat występują częściej u chłopców, ale w starszych grupach wiekowych występuje przewaga dziewcząt. Skoliozy młodzieńcze występują u dziewcząt 7 razy częściej.

## Podział skolioz

### Ze względu na lokalizację
- piersiowe
- piersiowo-lędźwiowe
- lędźwiowe.

### Ze względu na liczbę łuków
- jednołukowe
- dwułukowe
- wielołukowe

### Ze względu na stopień mechanicznego wyrównania się skrzywienia
- wyrównane (skompensowane)
- niewyrównane (zdekompensowane)

### Ze względu na korektywność skrzywienia – podział Wejsfloga
- I stopień – wyrównujące się czynnie (za pomocą napięcia mięśni) całkowicie lub częściowo
- II stopień – wyrównujące się biernie (poprzez ułożenie na boku lub zwis) całkowicie lub częściowo
- III stopień – nie wyrównujące się czynnie ani biernie
- IV stopień – nie wyrównuje się czynnie ani biernie, a na radiogramie widoczne są zmiany zwyrodnieniowe chrząstki stawowej

### Ze względu na wielkość kąta skrzywienia

#### Podział Bogdanowa
- I stopień skrzywienia – do 20°
- II stopień skrzywienia – od 20–40°
- III stopień skrzywienia – od 40–60°
- IV stopień skrzywienia – powyżej 60°

#### Podział Grucy
Uwzględnia kąt skrzywienia badany metodą Cobba.
- I stopień – do 30°
- II stopień – od 30 do 60°
- III stopień – od 60 do 90°
- IV stopień – powyżej 90°

### Ze względu na występowanie skolioz w różnych okresach wzrostu dziecka
- skrzywienia wczesnodziecięce (niemowlęce) – od 0 do 3 roku życia
  - ustępujące – charakteryzujące się zanikaniem skrzywienia wraz z wiekiem, często jeszcze w pierwszym roku życia
  - postępujące – deformacja wzrasta z wiekiem
    - złośliwe – bardzo szybko narastająca deformacja (np. wzrost o 50 stopni w przeciągu 4 miesięcy)
    - łagodne – charakteryzujące się powolnym wzrostem deformacji a czasem nawet fazą zmniejszenia się skrzywienia przed ponownym pogorszeniem
- skrzywienia dziecięce – od 3 do 8 roku życia
- skrzywienia dorastających – występują w okresie pokwitania

### Ze względu na etiologię

#### Podział Cobba
- Skoliozy czynnościowe (funkcjonalne) – zmiany dotyczą jedynie płaszczyzny czołowej i ustępują po wyeliminowaniu czynnika wywołującego[5].
- Skoliozy strukturalne – są zawsze zniekształceniem w płaszczyźnie czołowej, strzałkowej i poprzecznej (poziomej). Powstają tylko w okresie wzrostu (najczęściej między 1–3, 7–9 i 12–15 rokiem życia)[5].
  - kostnopochodne
    - wrodzone
    - torakopochodne
    - układowe

  - nerwopochodne
    - wrodzone
    - porażenne wiotkie
    - porażenne spastyczne

  - mięśniowopochodne
    - wrodzone
    - dystrofie mięśniowe
    - inne

  - idiopatyczne (o nie ustalonej etiologii)

#### Podział McAlistera i Shackelforda
- Skoliozy funkcjonalne w ramach wady postawy – odwracalne przy prawidłowym leczeniu
- Skoliozy utrwalone – charakteryzują się progresją deformacji i przykurczami oraz zmianami strukturalnymi
- Skoliozy reaktywne
  - reflektoryczne związane z bodźcami bólowymi
  - w uszkodzeniach układu pozapiramidowego
  - psychogenne
  - statyczne, związane z zaburzeniami statyki
  - metaboliczne
- skoliozy nerwowo-mięśniowopochodne
  - w poliomyelitis
  - w mózgowym porażeniu dziecięcym
  - w urazowym uszkodzeniu rdzenia
  - w syryngomielii
  - w mielodysplazji
  - w ataksji Friedreicha
  - w dystrofiach mięśniowych
- skoliozy kostnopochodne
  - wrodzone
  - w chorobie Scheuermanna
  - w neurofibromatozie
  - po złamaniach kręgosłupa
  - w osteochondrozie i spondyloartrozie
  - w anomaliach dolnego odcinka kręgosłupa lędźwiowego
  - w artropatiach
- Skoliozy towarzyszące chorobom układowym
  - w chorobie Marfana
  - w chorobie Ehlersa-Danlosa
  - w artrogrypozie
  - we wrodzonej łamliwości kości
  - w chorobie Morquio
  - w postępującym kostniejącym zapaleniu mięśni
- Skoliozy jatrogenne
  - po naświetlaniach i oparzeniach klatki piersiowej
  - po zabiegach operacyjnych

## Diagnostyka
Pierwszoplanowe znaczenie w diagnostyce skolioz ma badanie radiologiczne. Określa ono:
- stopień skrzywienia kręgosłupa, rotację, torsję oraz sklinowacenie;
- obecność innych nieprawidłowości kości, szczególnie klatki piersiowej i miednicy;
- dynamikę procesu skrzywienia;
- rokowanie na podstawie testu Rissera oraz oznaczania wieku szkieletowego;
- podstawy planowania rodzaju i rozległości zabiegów operacyjnych.

W diagnostyce skolioz stosuje się też metody komputerowe. Są one precyzyjne i nieinwazyjne, jednak najczęściej pozwalają ocenić tylko zewnętrzne objawy wady postawy. Do metod tych zalicza się:
- Technikę Moira – oparta jest na zjawisku interferencji fal świetlnych i polega na wykorzystaniu załamywania się wiązki światła, do czego służy raster. Uzyskany obraz obiektu z tzw. prążkami mory (plecy badanej osoby) odbierany jest przez specjalny układ optyczny z kamerą. Następnie obraz przekazywany jest na monitor analogowy i do komputera, który wyznacza trójwymiarowy obraz pleców i dokładnie analizuje ponad 50 parametrów w płaszczyźnie czołowej i strzałkowej. W wyniku tego otrzymuje się zbiór współrzędnych przestrzennych powierzchni ciała i jej mapę warstwicową.
- Metodę ISIS (ang. Integrated Shape Investigation System) – wywodzi się z techniki zwanej fotogrametrią.
- Posturometr-S – jest to elektroniczne urządzenie diagnostyczno-pomiarowe.Ocenę postawy ciała można dokonać w pozycji stojącej lub siedzącej. Dodatkowo można określić zakres ruchów i ruchomości w stawach w płaszczyźnie strzałkowej i czołowej i poprzecznej w pozycji stojącej, siedzącej lub leżąc. Ocenę czynnościową kręgosłupa można dokonać w skłonach bocznych oraz w skłonie w przód i w tył. Za pomocą tego urządzenia można zmierzyć obwody, poszczególne odcinki ciała, jak też wielkość garbu żebrowego, dokonać pomiarów w obrębie miednicy i kończyn dolnych. Składa się z układu mechanicznego, który służy do wskazania wodzikiem pomiarowym położenia mierzonego punktu oraz ze sprzężonego z nim układu elektronicznego, który oblicza położenia wodzika pomiarowego w przestrzeni trójwymiarowej. Podczas badania określa się położenia odpowiednich punktów na ciele badanego, a następnie na podstawie tych punktów komputer tworzy wizerunek postawy ciała i kręgosłupa a dzięki programowi diagnostycznemu porównuje z prawidłowymi wartościami. Niewątpliwą zaletą urządzenia jest powtarzalność pomiaru.
- Metrecom System – służy do oceny postawy ciała, krzywizn, zakresu ruchów i ruchomości międzysegmentalnej w płaszczyźnie strzałkowej i czołowej w pozycji stojącej, a także do oceny czynnościowej kręgosłupa w skłonach bocznych oraz w skłonie w przód i w tył. Za pomocą tego urządzenia można zmierzyć też wielkość garbu żebrowego, dokonać oceny miednicy i kończyn dolnych oraz dystrybucji ciała, a także dokonać analizy równowagi. Urządzenie złożone jest z części głównej, jaką stanowi kolumna z odpowiednim czujnikiem oraz aparatury komputerowej wyposażonej w specjalny program do badań postawy ciała. Podczas badania określa się położenia odpowiednich punktów na ciele badanego w stosunku do kolumny, a następnie na podstawie tych punktów komputer tworzy wizerunek postawy ciała i kręgosłupa oraz porównuje z prawidłowymi wartościami
- Technikę pojemnościową – wykorzystuje zależności geometryczne w budowie kondensatora elektrycznego, w którym jedną elektrodą jest powierzchnia ciała badanego, a drugą metalowa płytka, która przesuwa się równolegle do płaszczyzny pomiarów, stymulując w ten sposób kondensator o zmiennej pojemności.

Do oceny zmian strukturalnych i innych wewnętrznych wykorzystuje się także:
- obliczanie trójpłaszczyznowego zniekształcenia skrzywienia ze standardowych rentgenogramów przez zastosowanie urządzenia skaningowego, które umożliwia równoległe wykonywanie zdjęć w płaszczyźnie strzałkowej i czołowej;
- trójpłaszczyznową geometryczną ocenę kręgów. Na radiogramach przednio-tylnym i bocznym dokonuje się trójpłaszczyznowej oceny poszczególnych kręgów, opierając się na czterech punktach wyznaczonych na trzonie kręgu;
- trójwymiarową tomografię komputerową – jest to jedyna metoda, która pozwala na ocenę zmian ilościowych w skoliozach.
- jądrowy rezonans magnetyczny – pozwala na ocenę struktur nerwowych i kształtu kanału kręgowego; największe zastosowanie ma w diagnostyce skrzywień wrodzonych;
- ultrasonografię – pozwala na ocenę torsji klatki piersiowej i rotacji poszczególnych kręgów w leżeniu przodem i w pozycji stojącej.

W diagnostyce skolioz znaczenie mają też: test Bertranda, test ścienny Degi, test Thomasa, badanie objawu Trendelenburga, objawu Duchenne’a, objawu Derbolowsky’ego i objawu Otta-Schobera, test Patricka, test Mennella, test na przykurcz odwiedzeniowy stawu biodrowego, test Lasègue’a oraz test Fukudy.

## Patomechanika
Powstawanie i rozwój skoliozy zależy od dwóch podstawowych czynników:
- etiologicznego, który zapoczątkowuje powstanie skrzywienia;
- biomechanicznego, który jest wspólny dla wszystkich skrzywień bez względu na etiologię i działa zgodnie z prawami grawitacji oraz prawami wzrostu (prawo Delpecha-Wolffa).

Wejsflog (1954) podzielił przebieg bocznego skrzywienia kręgosłupa na trzy grupy określane jako objawy I, II i III rzędu:
- Objawy I rzędu (bezpośrednie) obejmują:
  - boczne wygięcia pierwotne;
  - boczne wygięcia wtórne (kompensacyjne) – są przejawem dążenia do wyrównania zaburzeń osi mechanicznej kręgosłupa; przywracają równowagę i statykę tułowia;
  - rotację – jest to obrót kręgu wokół osi podłużnej. Trzon kręgu skręca się w stronę wypukłości skrzywienia;
  - boczne przesunięcie kręgów;
  - zmiany kształtu kręgów: torsję, sklinowacenie, spłaszczenie i poszerzenie.
- Objawy II rzędu (pośrednie bliskie) obejmują:
  - garb żebrowy tylny, występujący po wypukłej stronie skrzywienia;
  - wgłębienie żebrowe, występujące po wklęsłej stronie skrzywienia;
  - wał lędźwiowy;
  - wgłębienie klatki piersiowej, występujące po stronie wypukłej;
  - garb żebrowy przedni, występujący po stronie wklęsłej;
  - garb lędźwiowy, czyli tzw. wał mięśniowy, powstający na skutek rotacji trzonów i wyrostków stawowych w odcinku lędźwiowym po stronie wypukłej;
  - przesunięcie klatki piersiowej, zwykle w stronę wypukłą;
  - nachylenie klatki piersiowej i jej torsja (niejednopłaszczyznowość ustawienia obręczy barkowej i biodrowej);
  - obniżenie i skręcenie ku przodowi talerza biodrowego po stronie skrzywienia pierwotnego;
  - wystawanie biodra;
- Objawy III rzędu (pośrednie oddalone od kręgosłupa) dotyczą przede wszystkim asymetrii głowy, barków, łopatek, trójkątów talii, zmian w obrębie kończyn dolnych oraz ograniczenia ruchomości oddechowej klatki piersiowej.

Progresja skrzywienia: w badaniach wykazano, że do większego lub mniejszego cofania się choroby dochodzi w 20% przypadków skoliozy, w 70% skolioza pozostaje stabilna, a w 10% następuje jej progresja. Skolioza progresywna to taka, która w ciągu roku wykazuje progresję o co najmniej 5 stopni. Największa tendencja do progresji występuje u dziewcząt ze skrzywieniem piersiowym prawostronnym oraz podwójnym piersiowym prawostronnym i lędźwiowym lewostronnym. Złe rokowania mają skrzywienia, którym towarzyszą plecy płaskie, skoliozy o zmniejszonej ruchomości bocznej, skoliozy o krótkim łuku skrzywienia, dużej rotacji i ze zmianami strukturalnymi w trzonach kręgu. Największe ryzyko progresji występuje u chorych między 10 a 13 rokiem życia.

## Boczne skrzywienia kręgosłupa o znanej etiologii
Boczne skrzywienia występują u większości osób ze skoliozą.

### Wrodzone boczne skrzywienia o znanej etiologii
Do tej grupy zalicza się skoliozy, które mają płodowe pochodzenie pierwotnych zmian. Nie zawsze jednak ujawniają się natychmiast po urodzeniu. Leczenie zachowawcze tych skrzywień jest przeważnie nieskuteczne, dlatego jeśli skolioza postępuje i pojawia się dekompensacja osłabionego tułowia, wykonuje się zabiegi operacyjne.

#### Kostnopochodne
Skoliozy wrodzone kostnopochodne to wszystkie skrzywienia, w których stwierdza się:
- wady segmentacji kręgosłupa i wyraźne wrodzone niedorozwoje kręgów lub żeber;
- półkręgi oraz kręgi klinowe i wrodzone ubytki kręgów;
- zrosty międzykręgowe;
- zrosty wyrostków stawowych;
- zrosty żebrowo-kręgowe;
- zrosty żeber.

Przyczyny: zmiany w obrębie trzonów kręgowych powstają prawdopodobnie w pierwszych 6 tygodniach życia zalążka, kiedy wytwarzają się jądra kostnienia. Ich powstanie i rozwój związane są z wnikaniem w głąb chrzęstnego trzonu naczyń krwionośnych, które powodują skostnienie kręgu. Przyczyną wrodzonych niedorozwojów kręgów są anomalie lub zatory naczyń tętniczych. Żebra powstają z tkanki sklerotomalnej, która tworzy tzw. przegrody międzymięśniowe i przegrody poziome. Każde żebro tworzy się z połączenia części przegrody poziomej i dolnego odcinka przegrody międzymięśniowej. Zaburzenia tych podziałów i łączenia są przyczyną wrodzonych zrostów żeber.

Rokowanie: skrzywienia kręgosłupa, wywołane kręgami klinowymi lub półkręgami zwykle nie powodują dużych zmian osi kręgosłupa i nie wykazują w okresie wzrostu większych pogorszeń. Cechują się krótkim łukiem krzywizny i stosunkowo niedużą rotacją kręgów. Dużo gorsze rokowania wykazują skrzywienia powstałe z powodu zrostu żeber, szczególnie jeśli zrost obejmuje żebra środkowe i jest umiejscowiony dosyć daleko od kręgosłupa.

#### Kostno-nerwowo-mięśniowopochodne
Wrodzone skoliozy kostno-nerwowo-mięśniowopochodne to skrzywienia, które oprócz zmian w trzonach kręgowych wykazują rozszczepy łuków, którym często towarzyszy niezrośnięcie się opon rdzeniowych i rynienki rdzeniowej. Skrzywienia te, szczególnie z objawami przepukliny oponowej lub oponowo-rdzeniowej prowadzą do szczególnie ciężkich zniekształceń kręgosłupa. Towarzyszą im zmiany napięcia mięśni grzbietu, niedowłady lub wiotkie porażenia, które uniemożliwiają wyrównanie zaburzonej zmianami kostnopochodnymi osi kręgosłupa i wpływają na jej dalsze skrzywienie.

#### Mięśniowopochodne
Mięśniowopochodne wrodzone skoliozy są rzadkie, a ich bezpośrednią przyczyną jest płodowe zbliznowacenie mięśni, tzw. płodowa dystrofia mięśni (arthrogryposis multiplex congenita). Zmiany w obrębie kręgosłupa spowodowane są asymetrycznym zbliznowaceniem mięśni, szczególnie mięśni grzbietu. Skrzywienia są skierowane wypukłością w stronę przeciwną do uszkodzonych mięśni.

#### Nerwowopochodne
Wrodzone skoliozy w wyniku zmian w układzie nerwowym powstają w chorobie von Recklinghausena. Najczęściej są to skrzywienia krótkołukowe i wykazujące duże tyłowygięcie. Częściej są to kifoskoliozy, w których zagięcie kręgosłupa w płaszczyźnie przednio-tylnej (strzałkowej) jest większe niż skrzywienie w płaszczyźnie czołowej.

### Nabyte boczne skrzywienia o znanej etiologii

#### Nabyte rozwojowe
Nabyte rozwojowe skoliozy powstają w wyniku chorób, które powodują zmiany w rozwoju elementów kostnych, więzadłowych lub mięśniowych kręgosłupa. Zmiany te zaburzają układ równowagi kręgosłupa i stają się przyczyną wyboczenia jego osi. Czynniki wywołujące skrzywienia należące do tej grupy to:
- niedowłady, porażenia wiotkie (np. w chorobie Heinego-Medina) lub spastyczne;
- dystrofie mięśniowe;
- atrofie mięśniowe, choroba Friedreicha, jamistość rdzenia, guzy rdzenia, stwardnienie rozsiane;
- uszkodzenia i chorobowe zniekształcenia klatki piersiowej.
- Choroby układowe
  - dystrofie (kostne, chrzęstno-kostne, łącznotkankowe);
  - zaburzenia przemiany materii;
  - hormonalne i enzymatyczne.

#### Nabyte nawykowe
Przyczyną bocznych skrzywień nabytych nawykowych są czynniki funkcjonalne, do których zalicza się przede wszystkim te, które najpierw zaburzają czynność elementów odpowiedzialnych za utrzymanie prawidłowej postawy. Może się to początkowo objawiać krótkotrwałym, ale powtarzającym się przyjmowaniem nieprawidłowych pozycji, np. „postawy zmęczeniowej”. Postawa ta w pozycji stojącej charakteryzuje się pogłębieniem fizjologicznych krzywizn kręgosłupa oraz czasami ugięciem jednej nogi, a w pozycji siedzącej – pogłębioną kifozą piersiowo-lędźwiową (garbieniem się). Stopniowy wzrost częstotliwości przyjmowania nieprawidłowej postawy oraz wydłużanie czasu, w jakim dziecko przebywa w takiej pozycji z czasem prowadzi do utrwalenia tej postawy. Wady postawy wiążą się często z nieskorygowaną wadą wzroku lub słuchu, długotrwałym przebywaniem w niedostosowanej ławce szkolnej lub odrabianiem lekcji w niedbałej pozycji. Występują najczęściej w okresie wzrostu i wtedy też są najgroźniejsze w skutkach, ponieważ rosnąca kość jest szczególnie podatna na wszelkie wpływy obciążeniowe.

## Leczenie skolioz idiopatycznych
- Niewielkie skoliozy można wyleczyć rehabilitacją. W szkołach często prowadzona jest tzw. gimnastyka korekcyjna. Ten sposób rehabilitacji skuteczny jest jednak tylko dla dzieci, które mają postawę skoliotyczną, tzn. skrzywienie nieprzekraczające 10° (nazywana też skoliozą czynnościową).
- Skrzywienia od ok. 20° do 40° leczy się nosząc gorset ortopedyczny. Ma on za zadanie przede wszystkim zatrzymać postęp skrzywienia.
- W przypadku wczesnodziecięcych (niemowlęcych) postępujących skolioz idiopatycznych do ok. 60° całkowite wyleczenie (kąt Cobba 0° oraz brak remisji do wieku 20 lat) uzyskuje się stosując tzw. wczesne leczenie metodą Min Mehty (z ang. EDF casting, serial casting)[6]. Metoda polega na trójpłaszczyznowym prostowaniu kręgosłupa przy jednoczesnym nadawaniu odpowiedniego kształtu klatki piersiowej. Nowy kształt uzyskuje się poprzez ustawienie na specjalnej ramie i założenie sztywnego opatrunku gipsowego. Gips jest zakładany w uśpieniu. Gips posiada otwór w kształcie grzyba z przodu klatki piersiowej oraz otwór w kształcie litery D po stronie przeciwnej do garbu żebrowego (otwór dekompresyjny) na plecach. Nowo ustawiony kręgosłup i klatka piersiowa pozostawione są na 6-8 tygodni podczas których kręgosłup rośnie w nowej pozycji. Procedura jest powtarzana do uzyskania zmniejszenia kąta RVAD (Rib Vertebra Angle Difference) do 0° i jednocześnie maksymalnego zmniejszenia kąta Cobba. Kolejnym etapem jest zachowanie wyprostowanego kręgosłupa poprzez zastosowanie zwykłych gorsetów. Tak rosnący kręgosłup zachowuje swój kształt. Bardzo istotnym elementem leczenia postępującej skoliozy wczesnodziecięcej jest wczesne rozpoczęcie leczenia, najlepiej zakończenia cyklu leczenie przed ukończeniem drugiego roku życia. Kluczowe jest zmniejszenie kąta RVAD, gdyż wysokie wartości skutkują ponownym zwiększaniem się kąta Cobba. Istnieją doniesienia o skutecznym stosowaniu metody pod warunkiem rozpoczęcia leczenia do drugiego roku życia oraz uzyskaniu znacznego zmniejszenia kąta skrzywienia w późniejszym wieku lub przy kątach większych niż 60°[7]. W przeciwieństwie do wszystkich innych skolioz w tym przypadku udaje się nieoperacyjnie całkowicie leczyć skoliozę. Należy przy tym zaznaczyć, że skoliozy wczesnodziecięce (niemowlęce) stanowią jedynie ok. 1% wszystkich skolioz.
- Niekiedy należy zastosować leczenie operacyjne. Podstawowymi wskazaniami do leczenia operacyjnego są: wartość kątowa skrzywienia powyżej 40° (według Cobba), progresja skrzywień, względy kosmetyczne, ból[8].

### Rehabilitacja
W leczeniu zachowawczym skolioz stosuje się metody:
- neurofizjologiczne – polegają na poprawianiu funkcji związanych ze sterowaniem postawą ciała. Obok działania korekcyjnego dąży się do poprawy czucia postawy lub toruje się postawą ciała w kierunku postawy prawidłowej. Zalicza się tu metody:
  - zastępcze sprzężenie zwrotne (feedback);
  - E-technik (Hanke);
  - Brunkow;
  - torowanie mięśniowo-nerwowe (PNF);
  - Scharl;
  - Vojty;
  - Klinkman Eggers.
- aktywnie redresujące – w metodach tych korekcję skrzywienia uzyskuje się poprzez intensywne oddziaływanie na układ mięśniowy. Podejmuje się próby jednoczesnej trójpłaszczyznowej korekcji skrzywienia lub w warunkach odciążenia osiowego dąży się do mobilizacyjnej hiperkorekcji skrzywienia. Metody aktywnie redresujące to:
  - metoda Niderhoffera;
  - metoda Gocht-Gessnera;
  - metoda Klappa;
  - metoda Lehnert-Schroth;
  - metoda Majocha;
  - metoda Hoppe;
  - metoda Pressio;
  - metoda Karskiego;
  - metoda Malawskiego;
  - metoda Dobosiewicz;
  - metoda FITS - Funkcjonalna Indywidualna Terapia Skolioz;
  - metoda SKOL-AS
  - metoda napnij-rozluźnij-rozciągnij z hamowaniem autogennym (NRRHA).
- wyrabiające świadomość własnego ciała i rozluźniające mięśnie. Zalicza się do nich:
  - progresywną relaksację Jacobsona;
  - trening autogenny Schulza;
  - ćwiczenia bioenergoterapeutyczne według Lowena;
  - rozluźnienie za pomocą muzyki;
  - medytacja mindfulness[10].

### Gorsety
Gorsety stosowane w leczeniu skolioz to:
- Gorset Milwaukee – stosowany jest do leczenia skrzywień w odcinku piersiowym. Ciągnie się od szyi do miednicy i składa się z plastikowego pasa oraz z pierścienia wokół szyi, połączonego z nim za pomocą metalowych prętów. Podkładki, będące również częścią gorsetu, naciskają na skrzywienie, zapobiegając dalszej progresji, metalowe pręty pomagają wydłużyć ciało, a pierścień wokół szyi trzyma głowę centralnie nad miednicą.
- CTLSO (ang. CervicoThoracoLumboSacral) – stosowany w tzw. wysokich skrzywieniach, których szczyt znajduje się w górnym odcinku piersiowym.
- TLSO (ang. Thoracolumbosacral orthosis) – stosowany jest przy skrzywieniach, których szczyt jest na lub poniżej 8 kręgu piersiowego. Pokrywa ciało od pach do bioder.
- Gorset Boston – z przodu pokrywa obszar ciała poniżej piersi do miednicy, a z tyłu poniżej łopatek do kości ogonowej. Wzdłuż skrzywienia umieszczone są podkładki, naciskające na kręgosłup.
- Gorset dynamiczny (SpineCor, DCB – Dynamic Corrective Brace) – jest rodzajem gorsetu stosowanego w leczeniu skolioz[12][13].

Pacjenci noszący ten typ gorsetu, mogą zdejmować go na 4 godziny dziennie (inne gorsety muszą być noszone 23 godziny na dobę). W porównaniu do innych gorsetów, pozwala na dużo większą swobodę ruchów, jest mniej widoczny pod ubraniem i nie powoduje nadmiernego nagrzewania ciała. Nie wywołuje też efektów ubocznych, jak atrofia mięśni.
- Gorset Charleston – noszony jest tylko w nocy, powodując hiperkorekcję skrzywienia przez 8 godzin dziennie.

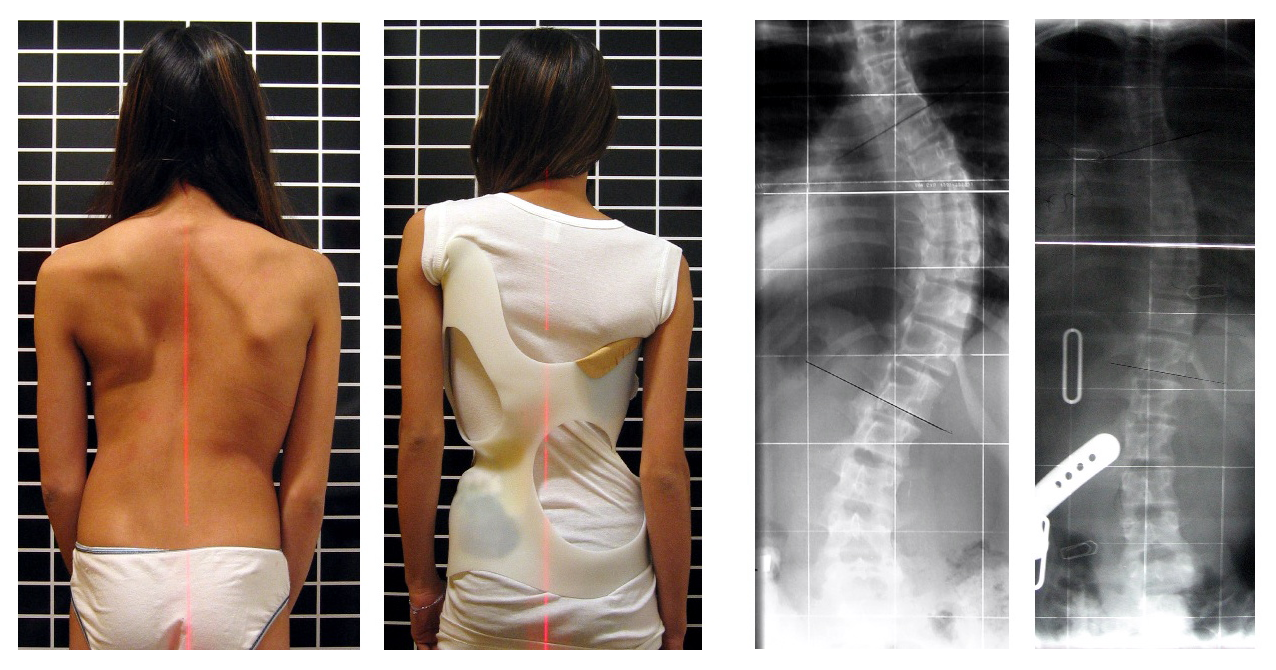
Gorset Cheneau

- Gorset Cheneau – stosowany jest przy skrzywieniach, których szczyt jest na lub poniżej 8 kręgu piersiowego. Gorset używany jako standard w Niemczech, Austrii, Szwajcarii, Węgrzech, Francji, Ukrainie, Rosji i Białorusi[14][15].

### Leczenie operacyjne

#### Operacja z dostępu tylnego
Podczas operacji z dostępu tylnego nacięcie jest robione wzdłuż pleców. Po nacięciu skóry i odsunięciu mięśni, umieszczane są implanty, aby zredukować skrzywienie i zapobiec ponownemu krzywieniu. Następnie kręgosłup jest okładany „wiórkami” kostnymi, pobranymi zwykle z biodra pacjenta. Po zrośnięciu się przeszczepionej tkanki kostnej z kręgosłupem (co może trwać do 12 miesięcy), implanty przestają spełniać swoją funkcję i stają się zbędne. Zwykle nie ma jednak wskazań medycznych do usuwania ich.

#### Operacja z dostępu przedniego

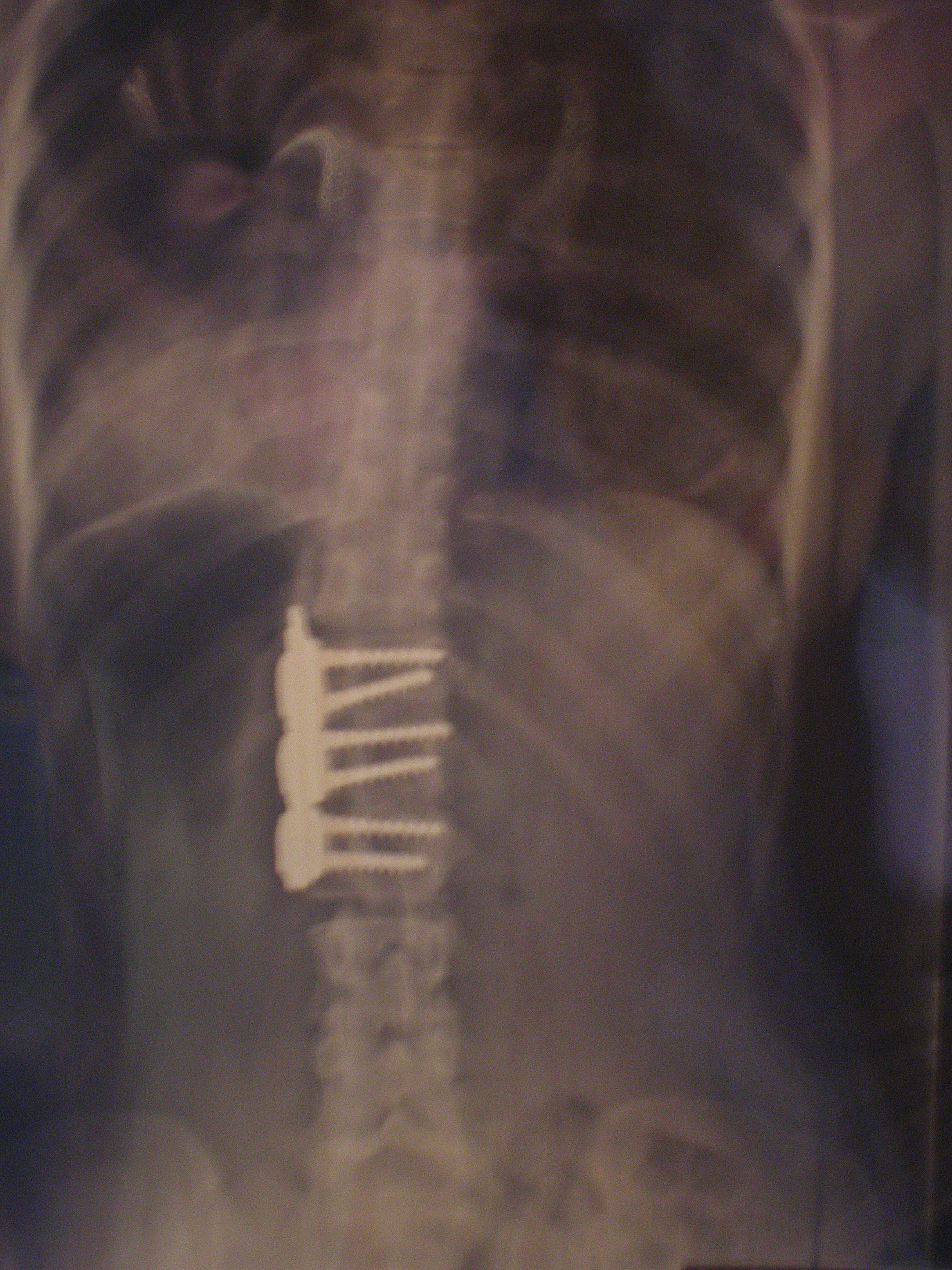
Prześwietlenie kręgosłupa po operacji z dostępu przedniego. Implanty od Th12 do L2

Operacje z dostępu przedniego są stosowane w leczeniu skolioz odcinka lędźwiowo-piersiowego. Nacięcie jest robione z boku ciała, zwykle lewego. Następnie usuwane jest jedno żebro, aby uzyskać dostęp do kręgosłupa oraz dyski w miejscu, w którym będą implanty, aby „poluzować” kręgosłup. Następnie, podobnie jak w operacji z dostępu tylnego, kręgosłup jest okładany przeszczepioną tkanką kostną. Zaletą operacji z dostępu przedniego jest mała ilość kręgów, które są usztywniane, co pozwala zachować większą ruchomość kręgosłupa oraz zmniejsza ryzyko bólu pleców w przyszłości. Czasami metoda ta pozwala również na większą korekcję skrzywienia niż podczas operacji z dostępu tylnego. Wadą jest fakt, że może być stosowana tylko przy skrzywieniach odcinka lędźwiowo-piersiowego, a większość skrzywień występuje w odcinku piersiowym.

#### Zagrożenia i powikłania
Operacyjne leczenie skrzywienia kręgosłupa może czasami spowodować ucisk na rdzeń kręgowy i naczynia krwionośne. Zdarza się to niezwykle rzadko i zachodzi zwłaszcza przy dużych i twardych skrzywieniach. Jeżeli chirurg przeczuwa, że taki ucisk ma miejsce, powinien bezzwłocznie usunąć pręty i haki. Zdarza się też czasami, że kręgosłup nie usztywnia się w wymaganej strefie i powstaje staw rzekomy (pseudoartroza). Ma to miejsce u 3–5 na 100 pacjentów i w takich przypadkach może być konieczne ponowne usztywnienie tej części kręgosłupa. Inne rodzaje ryzyka to zagrożenia związane z każdą interwencją chirurgiczną i należą do nich głównie powikłania anestezjologiczne i zakażenia.

### Skutki nieprawidłowego lub braku leczenia
Skoliozy niewłaściwie leczone mogą doprowadzić do ograniczenia wydolności fizycznej pacjenta, nasilenia zaburzeń neurologicznych, trwałego kalectwa, a w skrajnych przypadkach do niewydolności krążeniowo-oddechowej i przedwczesnej śmierci chorych. Duże skrzywienia powodują zmniejszenie pojemności życiowej płuc. Jest to wynikiem zmniejszenia pojemności klatki piersiowej po stronie wypukłej skrzywienia i ucisku, który może spowodować, że płuco będące po tej stronie zostanie prawie całkowicie wyeliminowane z oddychania, a nawet ulegnie marskości. Funkcję uciśniętego płuca przejmuje wtedy płuco po stronie wklęsłej, ulegając częściowej rozedmie. Znaczne skrzywienia powodują również przemieszczenie serca i dużych naczyń krwionośnych, co może powodować zaburzenia ich funkcji. Zmniejszona pojemność jamy brzusznej, będąca wynikiem obniżenia się przepony, powoduje stłoczenie i ucisk znajdujących się tam narządów. Zniekształcenie tułowia jest również bardzo istotnym problemem psychologicznym i kosmetycznym w przypadku pojawienia się garbu na plecach.

## Hipotezy i teorie na temat przyczyn powstawania skoliozy idiopatycznej
- Badania przeprowadzone w 1997 r. na 21 parach bliźniąt sugerują, że skolioza idiopatyczna jest chorobą genetyczną. 12 z 13 par bliźniąt jednojajowych miało skoliozę i 5 par z 8 par bliźniąt dwujajowych. W tej parze bliźniąt jednojajowych, w której nie stwierdzono zgodności występowania skoliozy, dziewczyna z prostym kręgosłupem była niższa i nie miała menarche, co świadczyło o możliwości rozwinięcia się u niej skoliozy w późniejszym wieku. Badania te wykazały również zgodność kształtu skrzywienia u bliźniąt[19]. Naukowcy z Uniwersytetu w Bolonii wykazali w 2006 r. związek między skoliozą idiopatyczną a genem MATN1[20]. Na początku 2007 r. naukowcy z Uniwersytetu w Waszyngtonie ogłosili, że odkryli inny gen powiązany ze skoliozą (CHD7)[21].
- Prof. zw. dr med. hab. Tomasz Karski z Lublina twierdzi, że skolioza nie jest uwarunkowana genetycznie. Sugeruje, że skoliozy o kształcie litery „S” powstają z powodu przykurczu odwiedzeniowego prawego biodra (lub zmniejszenia przywiedzenia), przykurczu prawego biodra w rotacji zewnętrznej i przykurczu zgięciowego. Ograniczenie ruchów prawego biodra przyczynia się do asymetrii obciążeń strony prawej i lewej w czasie chodzenia. Asymetria obciążeń powoduje asymetrię rośnięcia i rozwoju w obrębie miednicy i kręgosłupa, co z kolei może być przyczyną skoliozy. Badania wykazały, że skolioza „S” oraz „C” może powstać również w wyniku nawyku stania tylko na prawej nodze. Skolioza „S” powstała w ten sposób cechuje się brakiem sztywności kręgosłupa, garbu oraz brakiem progresji[22]. Metoda ta, jako kontrowersyjna i niosąca w wielu przypadkach niekorzystne następstwa nie została zaakceptowana przez wielu ortopedów[23].
- Terapeuci metody Yumeiho twierdzą, że przyczyną skoliozy jest nieprawidłowo ułożona miednica. Powoduje ona „skrócenie” jednej nogi i przenoszenie większego ciężaru ciała na nogę „dłuższą”. Sytuacja taka powoduje powstanie skoliozy funkcjonalnej (odwracalnej), a następnie strukturalnej (utrwalonej). Według terapeutów metody Yumeiho nieprawidłowe ułożenie miednicy u nowo narodzonego dziecka jest rezultatem nieprawidłowego ułożenia miednicy matki[24].
- Badania przeprowadzone na kurczakach wykazały, że często skoliozę powoduje u nich wycięcie szyszynki, co sugeruje rolę melatoniny w rozwoju tej choroby. Przeprowadzono szereg badań, sprawdzających, czy osoby chore na skoliozę również mają obniżony poziom melatoniny, ale dotychczas nie udało się tego jednoznacznie potwierdzić ani zaprzeczyć. Niektóre badania wykazały, że pacjenci ze skoliozą mają niższy poziom melatoniny niż grupa kontrolna[25][26], ale inne badania temu zaprzeczają[27][28].
- Od wielu lat brana jest pod uwagę możliwość, że przyczyną skoliozy idiopatycznej są nieprawidłowości mięśni przykręgowych. Spencer i Eccles (1976) byli pierwszymi, którzy opisali dwa typy włókien mięśniowych w mięśniach przykręgowych u pacjentów ze skoliozą. Wyróżnili włókna typu I (wolno kurczące się) i typu II (szybko kurczące się) i stwierdzili, że ilość włókien typu II była zmniejszona u ich pacjentów, sugerując miopatię. Sahgal i in. (1983) odkryli to samo w mięśniu pośladkowym średnim. Bylund i in. (1987) opisali normalny rozkład włókien typu I i II po wypukłej stronie skrzywienia, ale obniżoną ilość włókien typu I po wklęsłej stronie. Slager i Hsu (1986) przeprowadzili badania na 31 pacjentach i zauważyli obniżoną ilość włókien typu II po obu stronach skrzywienia odpowiednio u 21 i 17 pacjentów. Yarom i in. (1978, 1981) stwierdzili to samo w mięśniu naramiennym, czworobocznym, pośladkowym i czworogłowym uda i uznali, że świadczy to o miopatii[29]. Yarom i Robin (1979) przebadali włókna mięśniowe na szczycie skrzywienia u 24 pacjentów ze skoliozą idiopatyczną i u 18 ze skoliozą o znanej etiologii i u większości badanych nie wykazali istotnych różnic w przekroju włókien I i II typu po obu stronach skrzywienia. Stwierdzili natomiast, przede wszystkim u pacjentów ze skoliozą idiopatyczną, atrofię włókien typu I po wklęsłej stronie. Według Yaroma i Robina przyczyną skrzywień są genetycznie uwarunkowane zaburzenia nerwowo-mięśniowe. Włókna mięśniowe badali również Kaplan, który w 1980 stwierdził pogrubienie torebki wrzecion mięśniowych, cechy demielinizacji nerwu śródmięśniowego i atrofię włókien typu I po wklęsłej stronie skrzywienia oraz Eklund, który zaobserwował większą koncentrację włókien typu I po wypukłej stronie skrzywienia w prostowniku grzbietu[30]. Gibson i in. (1988) przeanalizowali syntezę białek mięśni na szczycie, u dołu i na wierzchołku skrzywienia u 9 dzieci i u wszystkich z nich na wierzchołku skrzywienia stwierdzili wyższą syntezę po stronie wypukłej[29]. W tym samym roku Ford, Bagnall, Clements i McFadden przeprowadzili badania skrawków mięśni przykręgowych warstwy przykręgowej i głębokiej u 13 pacjentów i w przekroju poprzecznym pobranych próbek stwierdzili niewielką ilość wrzecion mięśniowych[30]. Prawdopodobnie większość stwierdzonych nieprawidłowości mięśni jest następstwem skoliozy[29]. Możliwe jednak, że jej przyczyną jest niedobór wrzecion mięśniowych[30].

## Historia
Pierwsze wzmianki dotyczące leczenia bocznych skrzywień kręgosłupa datowane są na ok. 4500 lat p.n.e. i pochodzą z Egiptu, Babilonii i Indii. Już Hipokrates (460–377 p.n.e.) zauważył zależność między stopniem deformacji kręgosłupa a wiekiem, w którym się uwidoczniła oraz fakt, że ciężkie kifo-skoliozy skracają życie chorego. W dziele „Corpus Hippocraticum” opisał sposoby leczenia zniekształceń ludzkiego ciała. W okresie starożytnym skoliozy były badane również przez Pawła z Eginy i Galena. W dziele „Ars Parva” Galen dokonał systematyki deformacji i wprowadził do terminologii medycznej pojęcia skoliozy, kifozy, lordozy i kolana koślawego.
W 1000 roku w dziele „Qa'nun” Avicenna z Bagdadu zostały opisane i zilustrowane manipulacje kręgosłupa. Leczenie to było stosowane do ok. 1700 roku. Pierwszą osobą, która podała kliniczny opis skoliozy był Ambroży Pare (1510–1590). Używał on do korekcji bocznego skrzywienia kręgosłupa metalowego gorsetu. W XVII wieku Glisson z Cambridge przedstawił pętlę, która służyła jako wyciąg za głowę i miała na celu rozciągnąć kręgosłup szyjny i mięśnie obręczy barkowej. Wydał on też dzieło „Rachitis”, które stało się podstawą leczenia skoliozy. Mery w 1706 roku twierdził, że niektóre skoliozy są wrodzone. Jego koncepcja została potwierdzona w 1774 roku przez Roya. W 1741 roku została wydana przez Mikołaja Andry'ego książka „L'Orthopedie”, w której pisał, że przyczyną skoliozy są zmiany mięśniowe i dlatego kładł nacisk na kształtowanie prawidłowej postawy. W 1764 r. Lavarcher zaprojektował ortezę zaopatrzoną w wysięgnik, który umożliwiał wyciąg za głowę. W 1780 r. Tissot wydał książkę „La gymnastique médicale et chirurgicale”, w której podał zasady ćwiczeń fizycznych w chirurgii, ortopedii i korekcji zniekształceń kręgosłupa u dzieci.
Ogromny postęp w leczeniu zachowawczym skolioz dokonał się w latach 1780-1880. We Florencji, Bolonii, Paryżu, Montpellier, Lozannie oraz Birmingham powstały w tym okresie pierwsze instytuty ortopedii. Leczenie w tych latach opierało się głównie na gorsetach i różnego rodzaju urządzeniach i przyrządach. W 1772 r. Lewacher z Paryża skonstruował ortezę, która była pierwowzorem dla obecnie stosowanego gorsetu Milwaukee. W 1825 r. Shaw opisał w książce „Curvature of the Spine” program ćwiczeń ruchowych. Według niego ćwiczenia powinny oddziaływać korygująco na kręgosłup, żebra oraz kończyny. W następnym etapie ćwiczeń powinno się utrwalać uzyskaną korekcję wzmacniając mięśnie grzbietu. W tym samym czasie dzięki Pravazowi został otworzony Instytut Ortopedyczno-Pneumatyczny w Lyonie. Polecał on gimnastykę jako podstawowy środek dynamicznego przeciwdziałania skoliozie. Delpech z Montpellier w pracy „L'orthomorphie” (1828) pisał o roli krążka międzykręgowego i asymetrycznego wzrostu kręgosłupa w progresji skrzywienia. Stosował ćwiczenia bierne i czynne na różnych przyrządach oraz odciążające pozycje horyzontalne i pływanie. Utworzył też ośrodek dla dziewczyn ze skoliozą. W 1874 r. Sayre użył do korekcji bocznego skrzywienia kręgosłupa opatrunku gipsowego. Jego następcami byli Bradford i Brackett, którzy zakładali gipsy w pozycji leżącej na specjalnym stole, stosując jednocześnie wyciąg wzdłużny.
W XIX wieku powstało wiele ośrodków leczenia skolioz ćwiczeniami ruchowymi. H. Ling ze Szwecji (1776–1839) opracował system ćwiczeń z wykorzystaniem przyrządów gimnastycznych, mających korygować wady postawy i zniekształcenia kręgosłupa. Ćwiczenia te opierały się na wzmacnianiu siły mięśniowej i nie przyniosły spodziewanych efektów. W 1886 r. Lorentz stwierdził, że w terapii skolioz najważniejsze nie jest uzyskanie maksymalnej siły mięśniowej, a odzyskanie fizjologicznego przebiegu osi kręgosłupa w płaszczyźnie czołowej i gimnastyce szwedzkiej przypisywał znaczenie profilaktyczne.
W 1840 r. został otworzony oddział ortopedyczny w Poznaniu, który specjalizował się w leczeniu skolioz i wad postawy. W 1892 r. H. Kuczalska otworzyła w Warszawie zakład gimnastyki leczniczej, a 14 lat później szkołę gimnastyki zdrowotnej i leczniczej oraz masażu. Wzorowała się na systemie H. Linga. W okresie do I wojny światowej powstawały różnego rodzaju ramy stosowane do osiągania trakcji kręgosłupa w pozycji pionowej i poziomej. 
Edville Gerhardt Abbott (1871-1938) z Portland, Maine był pierwszym, który zastosował w nich derotację w celu korekcji garbu żebrowego.

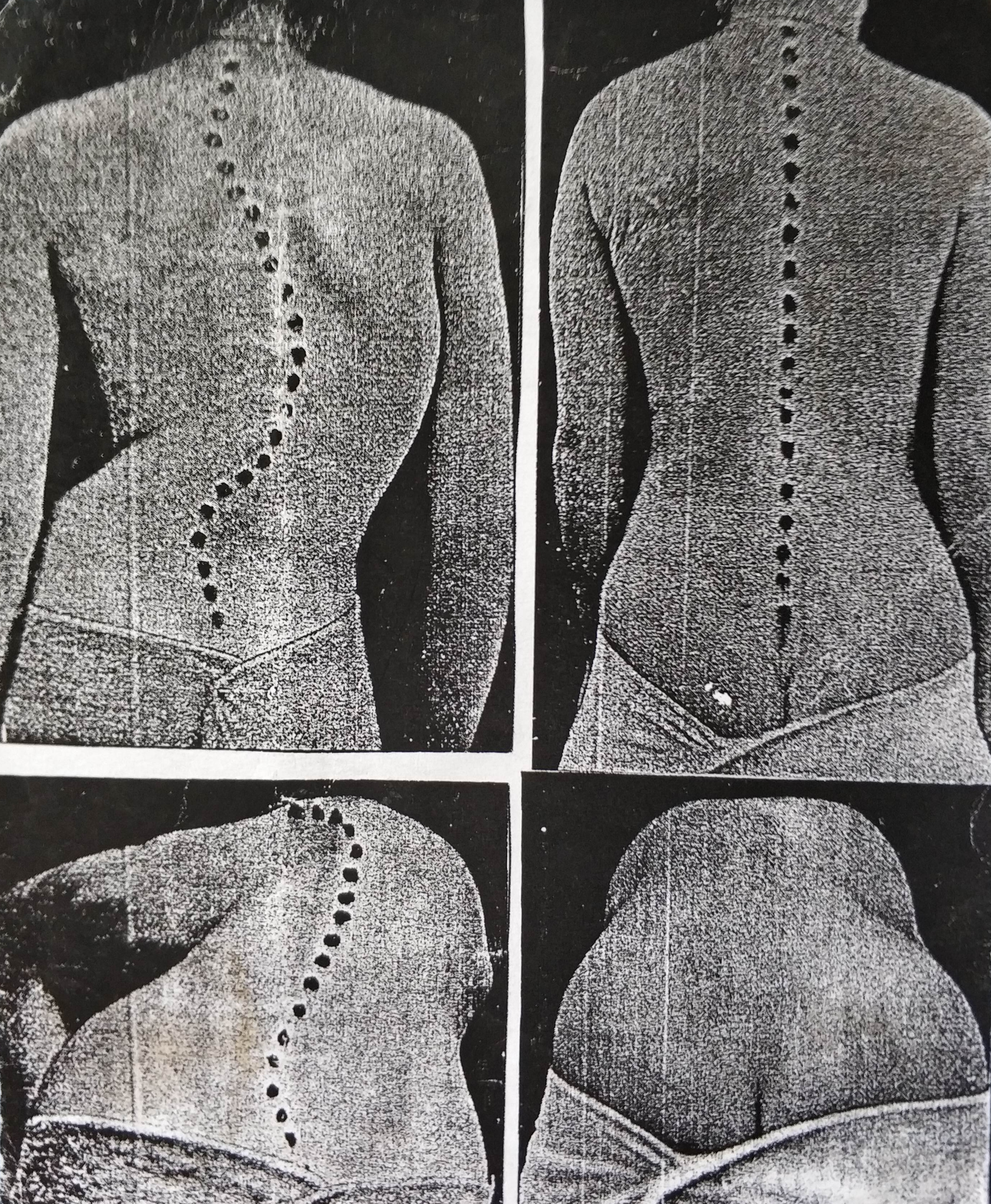
E.G.Abbott był pierwszym, który zastosował w nich derotację w celu korekcji garbu żebrowego.

Po II wojnie światowej metoda Abbotta była stosowana przez Cotrela i Cheneau. W okresie powojennym rozwinęło się wiele instytutów ortopedii i rehabilitacji, m.in. w Berg Plage i Lyonie. W 1946 został wprowadzony do użytku gorset Milwaukee-Blounta, który najlepiej sprawdzał się w leczeniu dzieci młodszych.
Po I wojnie światowej tworzyły się liczne zespoły gimnastyki wyrównawczej dla dzieci ze skoliozą i wadami postawy.
Pierwszy zabieg operacyjny skoliozy został wykonany w USA w 1891 r. i polegał na drutowaniu wyrostków kolczystych w obrębie skrzywienia pierwotnego. Volkmann (w 1889) był pierwszą osobą, która przeprowadziła resekcję garbu żebrowego dla uzyskania efektu estetycznego. Hibbs jako pierwszy zastosował w leczeniu operacyjnym „wióry” pobrane z kości gąbczastej. Metoda ta było częściowo stosowana przez Rissera i Fergussona. Operację poprzedzało leczenie za pomocą gorsetu gipsowego Rissera. W 1956 r. polski ortopeda Gruca zastosował w leczeniu skoliozy sprężyny umieszczone po stronie wypukłej skrzywienia, które miały zastąpić osłabione mięśnie. Technika operacyjna została zrewolucjonizowana przez Harringtona, który w 1962 r. użył do korekcji metalowego pręta. W 1978 r. Zelke jako pierwszy zastosował metodę derotacji z dostępu przedniego. W 1982 r. Cotrel i Dubousset zmodyfikowali metodę Harringtona, dzięki czemu skoliozę można teraz korygować w trzech płaszczyznach. W Polsce ich metoda została rozpowszechniona przez Przybylskiego.

## Klasyfikacja ICD10
| kod ICD10     | nazwa choroby                                                                    |
| ------------- | -------------------------------------------------------------------------------- |
| ICD-10: M41   | Skolioza                                                                         |
| ICD-10: M41.0 | Idiopatyczna skolioza dziecięca                                                  |
| ICD-10: M41.1 | Idiopatyczna skolioza młodzieńcza                                                |
| ICD-10: M41.2 | Inne idiopatyczne skoliozy                                                       |
| ICD-10: M41.3 | Skolioza wynikająca z budowy klatki piersiowej                                   |
| ICD-10: M41.4 | Skolioza nerwowo-mięśniowa                                                       |
| ICD-10: M41.5 | Inne wtórne skoliozy                                                             |
| ICD-10: M41.8 | Inne postacie skoliozy                                                           |
| ICD-10: M41.9 | Nieokreślone skoliozy                                                            |
| ICD-10: Q67.5 | Wrodzone zniekształcenie kręgosłupa                                              |
| ICD-10: Q76.3 | Wrodzone skrzywienie boczne kręgosłupa spowodowane wrodzoną wadą rozwojową kości |